# Шириндже
Шириндже, також відомий як Кіркінці ( грец. Κιρκιντζές ), є мікрорайоном у муніципалітеті та районі Сельчук, провінція Ізмір, Туреччина.  
Населення — 456 осіб (2022).  Село знаходиться в 8 кілометрах на схід від міста Сельчук і приблизно за 8 кілометрів від Ефеса. Територія навколо села має історію ще з елліністичного періоду (323–31 рр. до н. е.). Знахідки кераміки, зроблені навколо села між 2001 і 2002 роками, вказують на наявність семи сіл і дев’яти садиб у цьому районі, починаючи з античних і середньовічних часів. По дорозі до села можна побачити залишки кількох римських акведуків, оскільки село було важливим джерелом води для стародавнього Ефеса.
Сьогодні село процвітає завдяки сільському господарству (оливкова олія, персики, вино) і туризму. Воно є прикладом османської християнської архітектури.

## Історія
Шириндже процвітав, коли Ефес був покинутий у 15 столітті, але більшість із тих будівель, що можна побачити сьогодні, датується 19 століттям. Існує історія, що село заселили звільнені грецькі раби, які назвали село Çirkince (означає «потворний» турецькою ), щоб завадити іншим слідувати за ними.  Існує альтернативне припущення, зроблене Кахітом Теклі, згідно з яким назва села походить від кочового туркоманського племені, яке фігурує в османських реєстрах як Cirkin, Cirkinlu, Cirkinoglu, Cirkitali і Cirkitulu. (Назву села змінили на Şirince</link> (що означає «Приємний») у 1926 році губернатором провінції Ізмір. )
Згідно з османським звітом 1650 року, у Шириндже було лише 18 осіб, які платили податки, і всі вони були православними християнами. У 1699 році англійський священик Едмунд Чішулл відвідав село і описав, що все населення було християнським.
У дев’ятнадцятому столітті подорожувальник  Арунделл, приїздив до села в 1832 і 1833 роках, він стверджує, що «село значне, щонайменше 300 будинків, усі грецькі: основна мова села — турецька, хоча вони дещо знають власною мовою». Він зазначає, що жінки «одягнулися на турецький манер, закривши обличчя». І чоловіки «всі озброєні, як турки, з пістолетами та ятаганом (тип довгого ножа) і відомі тим, що вбили багато піратів з острова Самос». За його оцінками, чисельність населення склала «імовірно півтори сотні осіб».
Село було успішною сільськогосподарською громадою, яка вирощувала виноград, тютюн, інжир, оливки та овочі. У них були вівці, кози, дійні корови, вулики для бджіл.
За 1908/1909 рр. у щорічнику ( Salname ) зазначено, що в селі було понад 1000 будинків, усі заселені греко-православними християнами. «Їхня рідна мова — турецька, і вони розмовляють нею давнім діалектом».
Османська адміністрація в цьому районі тривала до 1919 року, потім вторглася грецька армія, яка взяла під контроль село і залишилася керувати їм до 1922 року.
Коли Шириндже занепав, Сельчук почав процвітати. До 1950-х років населення Шириндже залишалося на рівні 2000-3000 осіб, але сім'ї все частіше переїжджали до Сельчука.

## Будинок Марії
Будівля, відома як Будинок Марії  ( османська турецька : پناغى قپىلى Panaya Kapulu ), знаходиться близько 17 км за межами Шірінце, шанується як християнами-католиками, так і мусульманами. Християни, які походять від перших церков в Ефесі, вшанували будівлю задовго до того, як іноземці знайшли її в 1881 році (за описами, які бачила блаженна Анна Катерина Еммеріх у видінні).  

## Проекти реставрації

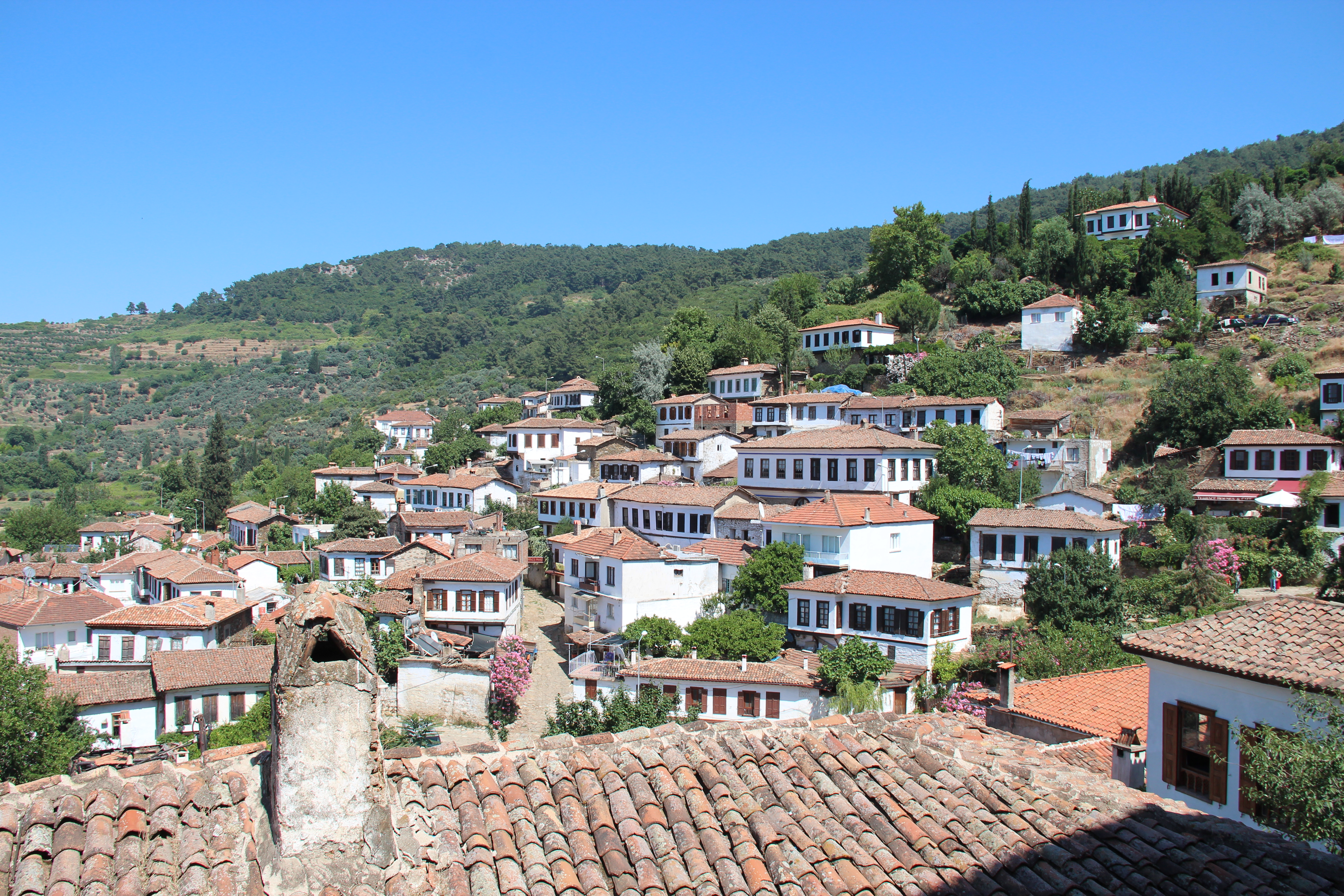
Вид на Ширінце

У 1990-х роках відомий стамбульський лінгвіст Севан Нішанян і його дружина Мюйде Тьонбекічі оселилися в напівзапустілому Шириндже. Вони відіграли важливу роль у тому, щоб село було оголошено об’єктом національної спадщини, і вони взялися за відновлення зруйнованих історичних будинків з використанням оригінальних матеріалів і будівельних технологій села.
Кілька відремонтованих сільських будинків згодом було перетворено на відомий Hotel de Charme  під назвою Будинки Нісанян. 
З тих пір багато жителів села відновили свої будинки і використовують їх як невеликі готелі та гостьові будинки. Тут є помешкання різних цінових категорій, також в селі є багато ресторанів.

## Математичне село
Нішанян також побудував театральне медресе (турецькою мовою Tiyatro Medresesi), театральний інститут і притулок для акторів на зразок середньовічних мусульманських семінарій . Меморіальна бібліотека Нішаняна була завершена в 2013 році.
Нішанян також співпрацював з Алі Несіним, видатним математиком і філантропом, щоб побудувати математичне село Несіна поблизу Шириндже.  Село, побудоване суворо в стилі традиційної егейської сільської архітектури, пропонує літні курси з математики на рівні коледжу та післядипломної освіти. Він приваблює відомих викладачів з усього світу, вміщуючи понад 300 студентів-резидентів до літа 2013 року. У 2014 році на базі Mathematics Village запрацювала філософська школа.

## Безпечна гавань Судного дня
Шириндже набуло всесвітньої популярності, коли в грудні 2012 року в село з’їхалися туристи, щоб побачити Апокаліпсис майя, оскільки містики Нью-Ейдж вірили, що його «позитивна енергія» допоможе подолати катастрофу під час явища 2012 року .   

## Зовнішні посилання
- Рай судного дня майя